# 清戸迫横穴
清戸迫横穴（きよとさくおうけつ）は、福島県双葉郡双葉町大字新山にある横穴式装飾古墳。
奥壁に人や動物、うずまきを描いた壁画が残されている。1968年（昭和43年）5月11日、国の史跡に指定されている。

## 装飾壁画の発見
清戸迫横穴は300基以上ある横穴墓群の一つで、正式名称は「清戸迫76号横穴墓」である。
古くから清戸迫丘陵地にその存在が知られていた円墳・横穴群のうちの76号で、1967年（昭和42年）11月、双葉町立双葉南小学校の新築に伴う敷地造成工事にかかる発掘調査がおこなわれ、同年11月、敷地内に存在していた横穴墓群の一部を発掘調査した際に76号横穴墓から玄室奥壁に保存状態のよいベンガラ（赤色顔料）によって描かれた壁画が発見された。
壁画は、現在判明している彩色壁画のうちの北限にあたる。なお、この横穴墓の築造年代は7世紀前半と考えられている。
なお、現在は双葉町立双葉南小学校の敷地内に保存されている。

## 横穴墓の構造と壁画について
同横穴墓は、南東を開口部とし、残存の全長約2.6メートル、入口から奥壁まで3.15メートル、高さは1.56メートル、奥壁の横幅は2.34～2.8メートルの平面は隅丸方形である。
壁画に描かれているものは、正面左側の人物は冠帽や美豆良が見られ、袴を着用し靴を履いている。
正面中央には7重の右回り渦巻文が描かれているが、これが何を象徴しているのかはまだ不明である。渦巻文右側の人物は兜をかぶって左手を挙げており、その左側に馬を従えている。その他、弓矢を射ている人物をはじめ、イノシシ、鹿、犬などが描かれている。

## 一般公開
清戸迫横穴は覆屋の中に保存されており、維持管理の問題のため限られた日のみの公開となっていた。公開日は4月・5月・7月・10月の第2日曜日で、時間は9:00-12:00、13:00-15:00となっていた。
福島第一原子力発電所事故以降は、警戒区域（後に帰還困難区域）内に位置するため立ち入りができない状態に置かれている。